# Transports en commun d'Albi
LibéA, anciennement Albibus, est le réseau de transport en commun de la Communauté d'agglomération de l'Albigeois. Il dessert les 16 communes de l'agglomération : Albi, Le Sequestre, Saint-Juéry, Arthès, Lescure-d'Albigeois, Cunac, Cambon, Castelnau-de-Lévis, Terssac, Marssac-sur-Tarn et Puygouzon, mais aussi les communes de Carlus, Rouffiac, Saliès, Dénat et Fréjairolles via le transport à la demande.

## Historique
- 1964 : naissance d'un premier service d'autocars sur la commune d'Albi
- 1980 : création du Service des transports urbains municipaux d'Albi (Albibus)
- janvier 2003 : prise en charge du réseau Albibus par la communauté d'agglomération de l'Albigeois.
- juillet 2004 : création du Transport des Personnes A Mobilité Réduite (TPMR).
- juin 2005 : extension de deux à trois communes.
- septembre 2006 : extension de trois à neuf communes et prise en charge de la compétence Transport scolaire.
- juin 2007 : renouvellement du parc de bus acquisition de 18 nouveaux bus Man Lion's City.
- septembre 2007 : extension de neuf à onze communes et mise en place du Transport A la Demande (TAD).
- septembre 2011 : la carte pastel est mise en service sur le réseau du Grand Albigeois.
- septembre 2012 : La ligne R est créée. Elle relie deux parkings relais de l'agglomération albigeoise, tout en desservant les principaux lieux de la ville, comme la gare ou l'université.
- juin 2023 : Création d'un système de navette électrique gratuite. Deux navettes proposent deux itinéraires reliant le centre-ville (commerces, marchés, sites patrimoniaux) aux parkings  de proximité et aux gares SNCF Albi-ville et Madeleine, en complément des lignes de bus classiques .

## Lignes du réseau

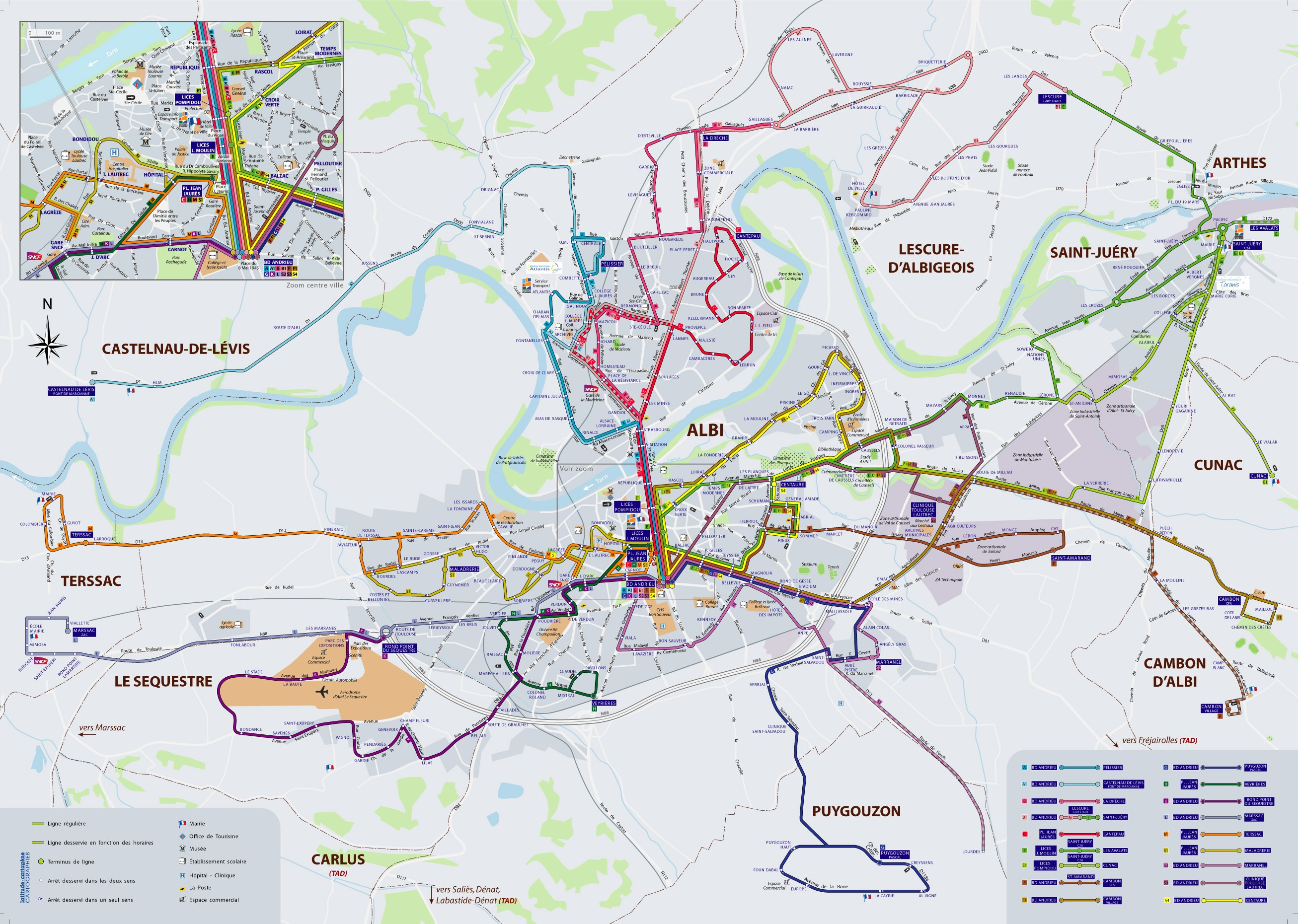
Plan détaillé du Réseau de transport en commun d'Albi.

Les 18 lignes régulières existantes cette année-là (plus les lignes TAD), avec 252 arrêts (contre 200 en 2004).
Aujourd'hui, il y a 290 points d'arrêts de bus en comptant seulement la commune d'Albi (467 au total sur l'agglomération.

### Les 16 lignes régulières
| Ligne | Caractéristiques | Caractéristiques                                            | Caractéristiques                                            | Caractéristiques                                            | Caractéristiques                                            | Caractéristiques                                            | Caractéristiques                                            | Caractéristiques                                            | Caractéristiques                                            |
| A     | Boulevard Andrieu A1BF1 ⥋ Pélissier | Boulevard Andrieu A1BF1 ⥋ Pélissier                         | Boulevard Andrieu A1BF1 ⥋ Pélissier                         | Boulevard Andrieu A1BF1 ⥋ Pélissier                         | Boulevard Andrieu A1BF1 ⥋ Pélissier                         | Boulevard Andrieu A1BF1 ⥋ Pélissier                         | Boulevard Andrieu A1BF1 ⥋ Pélissier                         | Boulevard Andrieu A1BF1 ⥋ Pélissier                         | Boulevard Andrieu A1BF1 ⥋ Pélissier                         |
| ----- | --- | ----------------------------------------------------------- | ----------------------------------------------------------- | ----------------------------------------------------------- | ----------------------------------------------------------- | ----------------------------------------------------------- | ----------------------------------------------------------- | ----------------------------------------------------------- | ----------------------------------------------------------- |
| A     | Ouverture / Fermeture — / — | Longueur —                                                  | Durée 20 min                                                | Nb. d’arrêts 18                                             | Matériel Man Lion's City                                    | Jours de fonctionnement L, Ma, Me, J, V, S                  | Jour / Soir / Nuit / Fêtes O / N / N / N                    | Voy. / an —                                                 | Dépôt Albibus                                               |
| A     | Desserte : Albi - Principaux arrêts desservis Lices Pompidou A1BCF1 • StrasbourgA1BC • Le Breuil • Centrale |                                                             |                                                             |                                                             |                                                             |                                                             |                                                             |                                                             |                                                             |
| A     | Autre : - Amplitude de 30 minutes à 1 h 30 - Ligne circulaire de "Bermond" à "Avenue Pelissier" |                                                             |                                                             |                                                             |                                                             |                                                             |                                                             |                                                             |                                                             |
| A     | Dernière actualisation : — |                                                             |                                                             |                                                             |                                                             |                                                             |                                                             |                                                             |                                                             |
| A1    | Boulevard Andrieu ABF1 ⥋ Pont de Marcianne | Boulevard Andrieu ABF1 ⥋ Pont de Marcianne                  | Boulevard Andrieu ABF1 ⥋ Pont de Marcianne                  | Boulevard Andrieu ABF1 ⥋ Pont de Marcianne                  | Boulevard Andrieu ABF1 ⥋ Pont de Marcianne                  | Boulevard Andrieu ABF1 ⥋ Pont de Marcianne                  | Boulevard Andrieu ABF1 ⥋ Pont de Marcianne                  | Boulevard Andrieu ABF1 ⥋ Pont de Marcianne                  | Boulevard Andrieu ABF1 ⥋ Pont de Marcianne                  |
| A1    | Ouverture / Fermeture — / — | Longueur —                                                  | Durée 22 min                                                | Nb. d’arrêts 21                                             | Matériel Man Lion's City                                    | Jours de fonctionnement L, Ma, Me, J, V, S                  | Jour / Soir / Nuit / Fêtes O / N / N / N                    | Voy. / an —                                                 | Dépôt Albibus                                               |
| A1    | Desserte : Albi, Castelnau-de-Lévis - Principaux arrêts desservis : Lices Pompidou ABCF1 • Strasbourg ABC • Atlantis • Fonvialane |                                                             |                                                             |                                                             |                                                             |                                                             |                                                             |                                                             |                                                             |
| A1    | Autre : - Amplitude de 30 minutes à 2 h - Desserte occasionnelle de "Fonvialane" à "Pont de Marcianne" - Desserte de Castelnau-de-Levis assurée en TAD le samedi et pendant les vacances scolaires                                                                                                   |                                                             |                                                             |                                                             |                                                             |                                                             |                                                             |                                                             |                                                             |
| A1    | Dernière actualisation : — |                                                             |                                                             |                                                             |                                                             |                                                             |                                                             |                                                             |                                                             |
| B     | Boulevard Andrieu AA1F1 ⥋ Najac - Saint-Juéry EE1 | Boulevard Andrieu AA1F1 ⥋ Najac - Saint-Juéry EE1           | Boulevard Andrieu AA1F1 ⥋ Najac - Saint-Juéry EE1           | Boulevard Andrieu AA1F1 ⥋ Najac - Saint-Juéry EE1           | Boulevard Andrieu AA1F1 ⥋ Najac - Saint-Juéry EE1           | Boulevard Andrieu AA1F1 ⥋ Najac - Saint-Juéry EE1           | Boulevard Andrieu AA1F1 ⥋ Najac - Saint-Juéry EE1           | Boulevard Andrieu AA1F1 ⥋ Najac - Saint-Juéry EE1           | Boulevard Andrieu AA1F1 ⥋ Najac - Saint-Juéry EE1           |
| B     | Ouverture / Fermeture — / — | Longueur —                                                  | Durée 19 min                                                | Nb. d’arrêts 36                                             | Matériel Man Lion's City                                    | Jours de fonctionnement L, Ma, Me, J, V, S                  | Jour / Soir / Nuit / Fêtes O / N / N / N                    | Voy. / an —                                                 | Dépôt —                                                     |
| B     | Desserte : Albi, Lescure-d'Albigeois, Arthès, Saint-Juéry - Principaux arrêts desservis : Lices Pompidou AA1CF1 • Strasbourg AA1C • Place Perret • Zone Commerciale - La drêche |                                                             |                                                             |                                                             |                                                             |                                                             |                                                             |                                                             |                                                             |
| B     | Autre : - Amplitude de 20 minutes à 30 minutes - Ligne circulaire de "Najac" à "Plaine de Najac" - Desserte occasionnelle de "Les Landes" - Desserte du collège Jean-Jaurès à certaines heures pendant la période scolaire - Desserte de Lescure d'Albigeois, Arthès, Saint-Juéry à certaines heures |                                                             |                                                             |                                                             |                                                             |                                                             |                                                             |                                                             |                                                             |
| B     | Dernière actualisation : — |                                                             |                                                             |                                                             |                                                             |                                                             |                                                             |                                                             |                                                             |
| C     | Place Jean-Jaurès EE1FHKLMRSGP ⥋ Cantepau | Place Jean-Jaurès EE1FHKLMRSGP ⥋ Cantepau                   | Place Jean-Jaurès EE1FHKLMRSGP ⥋ Cantepau                   | Place Jean-Jaurès EE1FHKLMRSGP ⥋ Cantepau                   | Place Jean-Jaurès EE1FHKLMRSGP ⥋ Cantepau                   | Place Jean-Jaurès EE1FHKLMRSGP ⥋ Cantepau                   | Place Jean-Jaurès EE1FHKLMRSGP ⥋ Cantepau                   | Place Jean-Jaurès EE1FHKLMRSGP ⥋ Cantepau                   | Place Jean-Jaurès EE1FHKLMRSGP ⥋ Cantepau                   |
| C     | Ouverture / Fermeture — / — | Longueur —                                                  | Durée 18 min                                                | Nb. d’arrêts 25                                             | Matériel Man Lion's City/ Mercedes Citaro G                 | Jours de fonctionnement L, Ma, Me, J, V, S                  | Jour / Soir / Nuit / Fêtes O / N / N / N                    | Voy. / an —                                                 | Dépôt Albibus                                               |
| C     | Desserte : Albi - Principaux arrêts desservis : Lices Pompidou AA1BF1 • Strasbourg AA1B • Lannes B • Hoche |                                                             |                                                             |                                                             |                                                             |                                                             |                                                             |                                                             |                                                             |
| C     | Autre : - Amplitude de 15 à 20 minutes - Ligne circulaire de "Hoche" à "Hautpoul" - Desserte du collège Jean-Jaurès à certaines heures pendant la période scolaire |                                                             |                                                             |                                                             |                                                             |                                                             |                                                             |                                                             |                                                             |
| C     | Dernière actualisation : — |                                                             |                                                             |                                                             |                                                             |                                                             |                                                             |                                                             |                                                             |
| E     | Place Jean-Jaurès CE1FHKLMPRS ⥋ Saint-Juéry BE1 | Place Jean-Jaurès CE1FHKLMPRS ⥋ Saint-Juéry BE1             | Place Jean-Jaurès CE1FHKLMPRS ⥋ Saint-Juéry BE1             | Place Jean-Jaurès CE1FHKLMPRS ⥋ Saint-Juéry BE1             | Place Jean-Jaurès CE1FHKLMPRS ⥋ Saint-Juéry BE1             | Place Jean-Jaurès CE1FHKLMPRS ⥋ Saint-Juéry BE1             | Place Jean-Jaurès CE1FHKLMPRS ⥋ Saint-Juéry BE1             | Place Jean-Jaurès CE1FHKLMPRS ⥋ Saint-Juéry BE1             | Place Jean-Jaurès CE1FHKLMPRS ⥋ Saint-Juéry BE1             |
| E     | Ouverture / Fermeture — / — | Longueur —                                                  | Durée 30 min                                                | Nb. d’arrêts 22                                             | Matériel Man Lion's City                                    | Jours de fonctionnement L, Ma, Me, J, V, S                  | Jour / Soir / Nuit / Fêtes O / N / N / N                    | Voy. / an —                                                 | Dépôt Albibus                                               |
| E     | Desserte : Albi, Saint-Juéry - Principaux arrêts desservis : • Caussels E1P • Pacifique B |                                                             |                                                             |                                                             |                                                             |                                                             |                                                             |                                                             |                                                             |
| E     | Autre : - Amplitude de 30 minutes à 1 h |                                                             |                                                             |                                                             |                                                             |                                                             |                                                             |                                                             |                                                             |
| E     | Dernière actualisation : — |                                                             |                                                             |                                                             |                                                             |                                                             |                                                             |                                                             |                                                             |
| E1    | Place Jean-Jaurès ⥋ Cunac | Place Jean-Jaurès ⥋ Cunac                                   | Place Jean-Jaurès ⥋ Cunac                                   | Place Jean-Jaurès ⥋ Cunac                                   | Place Jean-Jaurès ⥋ Cunac                                   | Place Jean-Jaurès ⥋ Cunac                                   | Place Jean-Jaurès ⥋ Cunac                                   | Place Jean-Jaurès ⥋ Cunac                                   | Place Jean-Jaurès ⥋ Cunac                                   |
| E1    | Ouverture / Fermeture — / — | Longueur —                                                  | Durée 30 min                                                | Nb. d’arrêts 26                                             | Matériel Man Lion's City                                    | Jours de fonctionnement L, Ma, Me, J, V, S                  | Jour / Soir / Nuit / Fêtes O / N / N / N                    | Voy. / an —                                                 | Dépôt Albibus                                               |
| E1    | Desserte : Albi, Saint-Juéry, Cunac - Principaux arrêts desservis : Caussels E• La lande F • Marie Curie • Teyssier FGRP |                                                             |                                                             |                                                             |                                                             |                                                             |                                                             |                                                             |                                                             |
| E1    | Autre : - Amplitude de 30 minutes à 2 h - Desserte occasionnelle de "Al Rat" à "Cunac" - Desserte de Cunac assurée en TAD le samedi |                                                             |                                                             |                                                             |                                                             |                                                             |                                                             |                                                             |                                                             |
| E1    | Dernière actualisation : — |                                                             |                                                             |                                                             |                                                             |                                                             |                                                             |                                                             |                                                             |
| F     | Place Jean-Jaurès CHKLMRSGP ⥋ ZI Montplaisir | Place Jean-Jaurès CHKLMRSGP ⥋ ZI Montplaisir                | Place Jean-Jaurès CHKLMRSGP ⥋ ZI Montplaisir                | Place Jean-Jaurès CHKLMRSGP ⥋ ZI Montplaisir                | Place Jean-Jaurès CHKLMRSGP ⥋ ZI Montplaisir                | Place Jean-Jaurès CHKLMRSGP ⥋ ZI Montplaisir                | Place Jean-Jaurès CHKLMRSGP ⥋ ZI Montplaisir                | Place Jean-Jaurès CHKLMRSGP ⥋ ZI Montplaisir                | Place Jean-Jaurès CHKLMRSGP ⥋ ZI Montplaisir                |
| F     | Ouverture / Fermeture — / — | Longueur —                                                  | Durée 25 min                                                | Nb. d’arrêts 22                                             | Matériel Man Lion's City                                    | Jours de fonctionnement L, Ma, Me, J, V, S                  | Jour / Soir / Nuit / Fêtes O / N / N / N                    | Voy. / an —                                                 | Dépôt Albibus                                               |
| F     | Desserte : Albi - Principaux arrêts desservis : Balzac E1RGP • Milliassole RG • Innoprod • St Amarand • Monet • La Lande E1 |                                                             |                                                             |                                                             |                                                             |                                                             |                                                             |                                                             |                                                             |
| F     | Autre : - Amplitude de 30 minutes à 1 h 30 |                                                             |                                                             |                                                             |                                                             |                                                             |                                                             |                                                             |                                                             |
| F     | Dernière actualisation : — |                                                             |                                                             |                                                             |                                                             |                                                             |                                                             |                                                             |                                                             |
| F1    | Boulevard Andrieu AA1B ⥋ Cambon | Boulevard Andrieu AA1B ⥋ Cambon                             | Boulevard Andrieu AA1B ⥋ Cambon                             | Boulevard Andrieu AA1B ⥋ Cambon                             | Boulevard Andrieu AA1B ⥋ Cambon                             | Boulevard Andrieu AA1B ⥋ Cambon                             | Boulevard Andrieu AA1B ⥋ Cambon                             | Boulevard Andrieu AA1B ⥋ Cambon                             | Boulevard Andrieu AA1B ⥋ Cambon                             |
| F1    | Ouverture / Fermeture — / — | Longueur —                                                  | Durée 25 min                                                | Nb. d’arrêts 28                                             | Matériel Man Lion's City                                    | Jours de fonctionnement L, Ma, Me, J, V, S                  | Jour / Soir / Nuit / Fêtes O / N / N / N                    | Voy. / an —                                                 | Dépôt Albibus                                               |
| F1    | Desserte : Albi - Principaux arrêts desservis : Lices Jean Moulin • Lices Pompidou AA1BC • Rascol • Cimetière de Caussels |                                                             |                                                             |                                                             |                                                             |                                                             |                                                             |                                                             |                                                             |
| F1    | Autre : - Amplitude de 30 minutes à 1 h - Desserte occasionnelle de "Route de Millau" à "Cambon Maillol et Mairie" - Desserte de Cambon assurée en TAD le samedi |                                                             |                                                             |                                                             |                                                             |                                                             |                                                             |                                                             |                                                             |
| F1    | Dernière actualisation : — |                                                             |                                                             |                                                             |                                                             |                                                             |                                                             |                                                             |                                                             |
| G     | Place Jean-Jaurès CFHKLMRS ⥋ Puygouzon | Place Jean-Jaurès CFHKLMRS ⥋ Puygouzon                      | Place Jean-Jaurès CFHKLMRS ⥋ Puygouzon                      | Place Jean-Jaurès CFHKLMRS ⥋ Puygouzon                      | Place Jean-Jaurès CFHKLMRS ⥋ Puygouzon                      | Place Jean-Jaurès CFHKLMRS ⥋ Puygouzon                      | Place Jean-Jaurès CFHKLMRS ⥋ Puygouzon                      | Place Jean-Jaurès CFHKLMRS ⥋ Puygouzon                      | Place Jean-Jaurès CFHKLMRS ⥋ Puygouzon                      |
| G     | Ouverture / Fermeture — / — | Longueur —                                                  | Durée 20 min                                                | Nb. d’arrêts 19                                             | Matériel Man Lion's City                                    | Jours de fonctionnement L, Ma, Me, J, V                     | Jour / Soir / Nuit / Fêtes O / N / N / N                    | Voy. / an —                                                 | Dépôt Albibus                                               |
| G     | Desserte : Albi, Puygouzon - Principaux arrêts desservis : Teyssier E1FRP • Marranel • Simone Signoret • Europe • Creyssens |                                                             |                                                             |                                                             |                                                             |                                                             |                                                             |                                                             |                                                             |
| G     | Autre : - Amplitude de 30 minutes à 1 h - Ligne circulaire de Pascal à Creyssens - Desserte de Puygouzon assurée en TAD le samedi - Desserte du quartier du Marranel le samedi |                                                             |                                                             |                                                             |                                                             |                                                             |                                                             |                                                             |                                                             |
| G     | Dernière actualisation : — |                                                             |                                                             |                                                             |                                                             |                                                             |                                                             |                                                             |                                                             |
| H     | Rayssac ⥋ Place Jean-Jaurès KCFLMRSG | Rayssac ⥋ Place Jean-Jaurès KCFLMRSG                        | Rayssac ⥋ Place Jean-Jaurès KCFLMRSG                        | Rayssac ⥋ Place Jean-Jaurès KCFLMRSG                        | Rayssac ⥋ Place Jean-Jaurès KCFLMRSG                        | Rayssac ⥋ Place Jean-Jaurès KCFLMRSG                        | Rayssac ⥋ Place Jean-Jaurès KCFLMRSG                        | Rayssac ⥋ Place Jean-Jaurès KCFLMRSG                        | Rayssac ⥋ Place Jean-Jaurès KCFLMRSG                        |
| H     | Ouverture / Fermeture — / — | Longueur —                                                  | Durée 13 min                                                | Nb. d’arrêts 11                                             | Matériel Man Lion's City/ Mercedes Citaro G                 | Jours de fonctionnement L, Ma, Me, J, V, S                  | Jour / Soir / Nuit / Fêtes O / N / N / N                    | Voy. / an —                                                 | Dépôt Albibus                                               |
| H     | Desserte : Albi - Principaux arrêts desservis : Rochegude • Verrière • Maréchal Juin |                                                             |                                                             |                                                             |                                                             |                                                             |                                                             |                                                             |                                                             |
| H     | Autre : - Amplitude de 20 minutes aux heures de pointe - Amplitude de 30 minutes en heures creuses |                                                             |                                                             |                                                             |                                                             |                                                             |                                                             |                                                             |                                                             |
| H     | Dernière actualisation : — |                                                             |                                                             |                                                             |                                                             |                                                             |                                                             |                                                             |                                                             |
| K     | Place Jean-Jaurès CFHLMRSG ⥋ P+R Rond-Point du Séquestre LR | Place Jean-Jaurès CFHLMRSG ⥋ P+R Rond-Point du Séquestre LR | Place Jean-Jaurès CFHLMRSG ⥋ P+R Rond-Point du Séquestre LR | Place Jean-Jaurès CFHLMRSG ⥋ P+R Rond-Point du Séquestre LR | Place Jean-Jaurès CFHLMRSG ⥋ P+R Rond-Point du Séquestre LR | Place Jean-Jaurès CFHLMRSG ⥋ P+R Rond-Point du Séquestre LR | Place Jean-Jaurès CFHLMRSG ⥋ P+R Rond-Point du Séquestre LR | Place Jean-Jaurès CFHLMRSG ⥋ P+R Rond-Point du Séquestre LR | Place Jean-Jaurès CFHLMRSG ⥋ P+R Rond-Point du Séquestre LR |
| K     | Ouverture / Fermeture — / — | Longueur —                                                  | Durée 23 min                                                | Nb. d’arrêts 24                                             | Matériel Man Lion's City                                    | Jours de fonctionnement L, Ma, Me, J, V, S                  | Jour / Soir / Nuit / Fêtes O / N / N / N                    | Voy. / an —                                                 | Dépôt Albibus                                               |
| K     | Desserte : Albi, Le Sequestre - Principaux arrêts desservis : Gare SNCF LR • Place de Verdun (Centre universitaire Jean-François-Champollion) LR • Parc des Expos • Rond-Point du Sequestre LR |                                                             |                                                             |                                                             |                                                             |                                                             |                                                             |                                                             |                                                             |
| K     | Autre : - Amplitude de 30 minutes à 1 h |                                                             |                                                             |                                                             |                                                             |                                                             |                                                             |                                                             |                                                             |
| K     | Dernière actualisation : — |                                                             |                                                             |                                                             |                                                             |                                                             |                                                             |                                                             |                                                             |
| L     | ZAC Marssac ⥋ Place Jean-Jaurès CFKHMRSG | ZAC Marssac ⥋ Place Jean-Jaurès CFKHMRSG                    | ZAC Marssac ⥋ Place Jean-Jaurès CFKHMRSG                    | ZAC Marssac ⥋ Place Jean-Jaurès CFKHMRSG                    | ZAC Marssac ⥋ Place Jean-Jaurès CFKHMRSG                    | ZAC Marssac ⥋ Place Jean-Jaurès CFKHMRSG                    | ZAC Marssac ⥋ Place Jean-Jaurès CFKHMRSG                    | ZAC Marssac ⥋ Place Jean-Jaurès CFKHMRSG                    | ZAC Marssac ⥋ Place Jean-Jaurès CFKHMRSG                    |
| L     | Ouverture / Fermeture — / — | Longueur —                                                  | Durée 35 min                                                | Nb. d’arrêts 26                                             | Matériel Man Lion's City                                    | Jours de fonctionnement L, Ma, Me, J, V                     | Jour / Soir / Nuit / Fêtes O / N / N / N                    | Voy. / an —                                                 | Dépôt Albibus                                               |
| L     | Desserte : Albi, Marssac-sur-Tarn - Principaux arrêts desservis : Hôpital MRS • Gare SNCF KR • Rond-Point du Sequestre KR • Portes d'Albi R • Albipôle • Mairie de Marssac |                                                             |                                                             |                                                             |                                                             |                                                             |                                                             |                                                             |                                                             |
| L     | Autre : - Amplitude de 30 minutes à 1 h - Est remplacé par le TAD le samedi - Desserte du Collège/Lycée Bellevue à certaines heures pendant la période scolaire |                                                             |                                                             |                                                             |                                                             |                                                             |                                                             |                                                             |                                                             |
| L     | Dernière actualisation : — |                                                             |                                                             |                                                             |                                                             |                                                             |                                                             |                                                             |                                                             |
| M     | Terssac ⥋ Place Jean-Jaurès CFKHLRSG | Terssac ⥋ Place Jean-Jaurès CFKHLRSG                        | Terssac ⥋ Place Jean-Jaurès CFKHLRSG                        | Terssac ⥋ Place Jean-Jaurès CFKHLRSG                        | Terssac ⥋ Place Jean-Jaurès CFKHLRSG                        | Terssac ⥋ Place Jean-Jaurès CFKHLRSG                        | Terssac ⥋ Place Jean-Jaurès CFKHLRSG                        | Terssac ⥋ Place Jean-Jaurès CFKHLRSG                        | Terssac ⥋ Place Jean-Jaurès CFKHLRSG                        |
| M     | Ouverture / Fermeture — / — | Longueur —                                                  | Durée 25 min                                                | Nb. d’arrêts 22                                             | Matériel Man Lion's City                                    | Jours de fonctionnement L, Ma, Me, J, V, S                  | Jour / Soir / Nuit / Fêtes O / N / N / N                    | Voy. / an —                                                 | Dépôt Albibus                                               |
| M     | Desserte : Albi, Terssac - Principaux arrêts desservis : Mairie Terssac • Hôpital LRS |                                                             |                                                             |                                                             |                                                             |                                                             |                                                             |                                                             |                                                             |
| M     | Autre : - Ligne circulaire de "Terssac" à "Colombier", sur la commune de Terssac - Amplitude de 30 minutes à 1 h - Commune de Terssac desservie le samedi par un TAD |                                                             |                                                             |                                                             |                                                             |                                                             |                                                             |                                                             |                                                             |
| M     | Dernière actualisation : — |                                                             |                                                             |                                                             |                                                             |                                                             |                                                             |                                                             |                                                             |
| R     | École des mines FG ⥋ Les Portes d'Albi LR | École des mines FG ⥋ Les Portes d'Albi LR                   | École des mines FG ⥋ Les Portes d'Albi LR                   | École des mines FG ⥋ Les Portes d'Albi LR                   | École des mines FG ⥋ Les Portes d'Albi LR                   | École des mines FG ⥋ Les Portes d'Albi LR                   | École des mines FG ⥋ Les Portes d'Albi LR                   | École des mines FG ⥋ Les Portes d'Albi LR                   | École des mines FG ⥋ Les Portes d'Albi LR                   |
| R     | Ouverture / Fermeture — / — | Longueur —                                                  | Durée 15 min                                                | Nb. d’arrêts 19                                             | Matériel Man Lion's City                                    | Jours de fonctionnement L, Ma, Me, J, V, S                  | Jour / Soir / Nuit / Fêtes O / N / N / N                    | Voy. / an —                                                 | Dépôt Albibus                                               |
| R     | Desserte : Albi, Le Sequestre - Principaux arrêts desservis : Place Jean-Jaurès CFKHLMSG • Balzac E1FGP • Hôpital LMS • Jeanne d'Arc KLS • Gare SNCF KL • Place de Verdun (Centre universitaire Jean-François-Champollion) KL • Route de Toulouse L                                                  |                                                             |                                                             |                                                             |                                                             |                                                             |                                                             |                                                             |                                                             |
| R     | Autre : - Passage toutes les 15 minutes toute la journée |                                                             |                                                             |                                                             |                                                             |                                                             |                                                             |                                                             |                                                             |
| R     | Dernière actualisation : — |                                                             |                                                             |                                                             |                                                             |                                                             |                                                             |                                                             |                                                             |
| S     | Maladrerie ⥋ Place Jean-Jaurès CFHKLMRG | Maladrerie ⥋ Place Jean-Jaurès CFHKLMRG                     | Maladrerie ⥋ Place Jean-Jaurès CFHKLMRG                     | Maladrerie ⥋ Place Jean-Jaurès CFHKLMRG                     | Maladrerie ⥋ Place Jean-Jaurès CFHKLMRG                     | Maladrerie ⥋ Place Jean-Jaurès CFHKLMRG                     | Maladrerie ⥋ Place Jean-Jaurès CFHKLMRG                     | Maladrerie ⥋ Place Jean-Jaurès CFHKLMRG                     | Maladrerie ⥋ Place Jean-Jaurès CFHKLMRG                     |
| S     | Ouverture / Fermeture — / — | Longueur —                                                  | Durée 11 min                                                | Nb. d’arrêts 17                                             | Matériel Man Lion's City                                    | Jours de fonctionnement L, Ma, Me, J, V, S                  | Jour / Soir / Nuit / Fêtes O / N / N / N                    | Voy. / an —                                                 | Dépôt Albibus                                               |
| S     | Desserte : Albi - Principaux arrêts desservis : Pôle Emploi • Victor Hugo • Toulouse Lautrec M • Hôpital LMR |                                                             |                                                             |                                                             |                                                             |                                                             |                                                             |                                                             |                                                             |
| S     | Autre : - Remplace la ligne M dans la desserte du quartier de la Maladrerie |                                                             |                                                             |                                                             |                                                             |                                                             |                                                             |                                                             |                                                             |
| S     | Dernière actualisation : — |                                                             |                                                             |                                                             |                                                             |                                                             |                                                             |                                                             |                                                             |
| P     | P+R Caussels EE1 ⥋ Place Jean-Jaurès | P+R Caussels EE1 ⥋ Place Jean-Jaurès                        | P+R Caussels EE1 ⥋ Place Jean-Jaurès                        | P+R Caussels EE1 ⥋ Place Jean-Jaurès                        | P+R Caussels EE1 ⥋ Place Jean-Jaurès                        | P+R Caussels EE1 ⥋ Place Jean-Jaurès                        | P+R Caussels EE1 ⥋ Place Jean-Jaurès                        | P+R Caussels EE1 ⥋ Place Jean-Jaurès                        | P+R Caussels EE1 ⥋ Place Jean-Jaurès                        |
| P     | Ouverture / Fermeture 1er Septembre 2015 / — | Longueur —                                                  | Durée —                                                     | Nb. d’arrêts 9                                              | Matériel Man Lion's City                                    | Jours de fonctionnement L, Ma, Me, J, V, S                  | Jour / Soir / Nuit / Fêtes O / N / N / N                    | Voy. / an —                                                 | Dépôt Albibus                                               |
| P     | Desserte : Albi - Principaux arrêts desservis : Abrial E1 • Teyssier E1FR |                                                             |                                                             |                                                             |                                                             |                                                             |                                                             |                                                             |                                                             |
| P     | Autre : - Amplitude de 10 minutes - Nouvelle ligne crée pour assurer la desserte du nouveau parking relais du Caussels (en face de l'hypermarché Casino #hyperFrais) |                                                             |                                                             |                                                             |                                                             |                                                             |                                                             |                                                             |                                                             |
| P     | Dernière actualisation : — |                                                             |                                                             |                                                             |                                                             |                                                             |                                                             |                                                             |                                                             |

### Les Transports à la Demande (TAD)
| Ligne | Caractéristiques                                         | Caractéristiques                                         | Caractéristiques                                         | Caractéristiques                                         | Caractéristiques                                         | Caractéristiques                                         | Caractéristiques                                         | Caractéristiques                                         | Caractéristiques                                         |

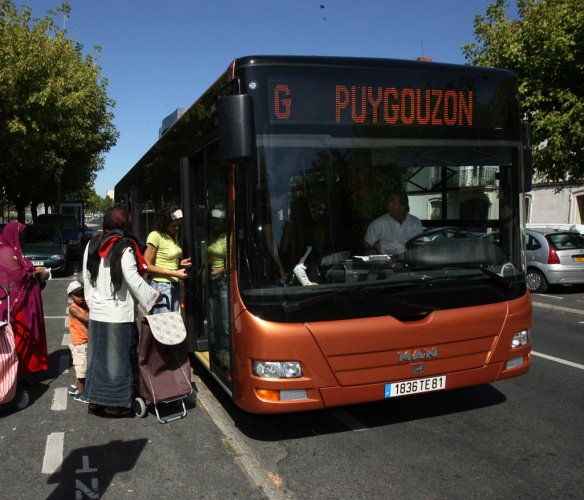
Bus Man Lion's City, ligne G à destination de Puygouzon.

| TAD 1 | Place Jean-Jaurès FHKLMRS1G ⥋ Saliès - Carlus - Rouffiac | Place Jean-Jaurès FHKLMRS1G ⥋ Saliès - Carlus - Rouffiac | Place Jean-Jaurès FHKLMRS1G ⥋ Saliès - Carlus - Rouffiac | Place Jean-Jaurès FHKLMRS1G ⥋ Saliès - Carlus - Rouffiac | Place Jean-Jaurès FHKLMRS1G ⥋ Saliès - Carlus - Rouffiac | Place Jean-Jaurès FHKLMRS1G ⥋ Saliès - Carlus - Rouffiac | Place Jean-Jaurès FHKLMRS1G ⥋ Saliès - Carlus - Rouffiac | Place Jean-Jaurès FHKLMRS1G ⥋ Saliès - Carlus - Rouffiac | Place Jean-Jaurès FHKLMRS1G ⥋ Saliès - Carlus - Rouffiac |
| ----- | -------------------------------------------------------- | -------------------------------------------------------- | -------------------------------------------------------- | -------------------------------------------------------- | -------------------------------------------------------- | -------------------------------------------------------- | -------------------------------------------------------- | -------------------------------------------------------- | -------------------------------------------------------- |
| TAD 1 | Ouverture / Fermeture — / —                              | Longueur —                                               | Durée entre 15 et 20 min                                 | Nb. d’arrêts 5                                           | Matériel —                                               | Jours de fonctionnement L, Ma, Me, J, V, S               | Jour / Soir / Nuit / Fêtes O / N / N / N                 | Voy. / an —                                              | Dépôt Albibus                                            |
| TAD 1 | Desserte : Albi, Saliès, Carlus, Rouffiac                |                                                          |                                                          |                                                          |                                                          |                                                          |                                                          |                                                          |                                                          |
| TAD 1 | Autre : - A réserver 24 heures à l'avance par téléphone  |                                                          |                                                          |                                                          |                                                          |                                                          |                                                          |                                                          |                                                          |
| TAD 1 | Dernière actualisation : —                               |                                                          |                                                          |                                                          |                                                          |                                                          |                                                          |                                                          |                                                          |
| TAD 2 | Place Jean-Jaurès FHKLMRS1G ⥋ Dénat - Labastide Dénat    | Place Jean-Jaurès FHKLMRS1G ⥋ Dénat - Labastide Dénat    | Place Jean-Jaurès FHKLMRS1G ⥋ Dénat - Labastide Dénat    | Place Jean-Jaurès FHKLMRS1G ⥋ Dénat - Labastide Dénat    | Place Jean-Jaurès FHKLMRS1G ⥋ Dénat - Labastide Dénat    | Place Jean-Jaurès FHKLMRS1G ⥋ Dénat - Labastide Dénat    | Place Jean-Jaurès FHKLMRS1G ⥋ Dénat - Labastide Dénat    | Place Jean-Jaurès FHKLMRS1G ⥋ Dénat - Labastide Dénat    | Place Jean-Jaurès FHKLMRS1G ⥋ Dénat - Labastide Dénat    |
| TAD 2 | Ouverture / Fermeture — / —                              | Longueur —                                               | Durée entre 17 et 25 min                                 | Nb. d’arrêts 5                                           | Matériel —                                               | Jours de fonctionnement L, Ma, Me, J, V, S               | Jour / Soir / Nuit / Fêtes O / N / N / N                 | Voy. / an —                                              | Dépôt Albibus                                            |
| TAD 2 | Desserte : Albi, Dénat, Labastide-Dénat                  |                                                          |                                                          |                                                          |                                                          |                                                          |                                                          |                                                          |                                                          |
| TAD 2 | Autre : - A réserver 24 heures à l'avance par téléphone  |                                                          |                                                          |                                                          |                                                          |                                                          |                                                          |                                                          |                                                          |
| TAD 2 | Dernière actualisation : —                               |                                                          |                                                          |                                                          |                                                          |                                                          |                                                          |                                                          |                                                          |
| TAD 3 | Place Jean-Jaurès FHKLMRS1G ⥋ Fréjairolles               | Place Jean-Jaurès FHKLMRS1G ⥋ Fréjairolles               | Place Jean-Jaurès FHKLMRS1G ⥋ Fréjairolles               | Place Jean-Jaurès FHKLMRS1G ⥋ Fréjairolles               | Place Jean-Jaurès FHKLMRS1G ⥋ Fréjairolles               | Place Jean-Jaurès FHKLMRS1G ⥋ Fréjairolles               | Place Jean-Jaurès FHKLMRS1G ⥋ Fréjairolles               | Place Jean-Jaurès FHKLMRS1G ⥋ Fréjairolles               | Place Jean-Jaurès FHKLMRS1G ⥋ Fréjairolles               |
| TAD 3 | Ouverture / Fermeture — / —                              | Longueur —                                               | Durée 17 min                                             | Nb. d’arrêts 6                                           | Matériel —                                               | Jours de fonctionnement L, Ma, Me, J, V, S               | Jour / Soir / Nuit / Fêtes O / N / N / N                 | Voy. / an —                                              | Dépôt Albibus                                            |
| TAD 3 | Desserte : Albi, Fréjairolles                            |                                                          |                                                          |                                                          |                                                          |                                                          |                                                          |                                                          |                                                          |
| TAD 3 | Autre : - A réserver 24 heures à l'avance par téléphone  |                                                          |                                                          |                                                          |                                                          |                                                          |                                                          |                                                          |                                                          |
| TAD 3 | Dernière actualisation : —                               |                                                          |                                                          |                                                          |                                                          |                                                          |                                                          |                                                          |                                                          |

### TAD fonctionnant seulement le Week-end
Pour remplacer les lignes de bus peu fréquentées les week-ends, la C2A a décidé de les remplacer par des TAD le Week-end.
| TAD                                                       | Caractéristiques           | Caractéristiques           | Caractéristiques           | Caractéristiques           | Caractéristiques           | Caractéristiques           | Caractéristiques           | Caractéristiques           |
| --------------------------------------------------------- | -------------------------- | -------------------------- | -------------------------- | -------------------------- | -------------------------- | -------------------------- | -------------------------- | -------------------------- |
| Castelnau                                                 | Castelnau de Lévis <> Albi | Castelnau de Lévis <> Albi | Castelnau de Lévis <> Albi | Castelnau de Lévis <> Albi | Castelnau de Lévis <> Albi | Castelnau de Lévis <> Albi | Castelnau de Lévis <> Albi | Castelnau de Lévis <> Albi |
|                                                           | Longueur ** km             | Durée ** min               | Sam. / Dim.-Fériés · /     | Horaires 07h00 - 18h00     | Véhicules **               | Exploitant C2A             | Dépôt **                   |                            |
| Correspondances : A A1 B B1 C E E1 F F1 G H K L M R S1 S4 |                            |                            |                            |                            |                            |                            |                            |                            |
| Cambon Cunac                                              | Cunac <> Cambon <> Albi    | Cunac <> Cambon <> Albi    | Cunac <> Cambon <> Albi    | Cunac <> Cambon <> Albi    | Cunac <> Cambon <> Albi    | Cunac <> Cambon <> Albi    | Cunac <> Cambon <> Albi    | Cunac <> Cambon <> Albi    |
|                                                           | Longueur ** km             | Durée ** min               | Sam. / Dim.-Fériés · /     | Horaires 07h00 - 18h00     | Véhicules **               | Exploitant C2A             | Dépôt **                   |                            |
| Correspondances : A A1 B B1 C E E1 F F1 G H K L M R S1 S4 |                            |                            |                            |                            |                            |                            |                            |                            |
| Marssac                                                   | Marssac <> Albi            | Marssac <> Albi            | Marssac <> Albi            | Marssac <> Albi            | Marssac <> Albi            | Marssac <> Albi            | Marssac <> Albi            | Marssac <> Albi            |
|                                                           | Longueur ** km             | Durée ** min               | Sam. / Dim.-Fériés · /     | Horaires 07h00 - 18h00     | Véhicules **               | Exploitant C2A             | Dépôt **                   |                            |
| Correspondances : A A1 B B1 C E E1 F F1 G H K L M R S1 S4 |                            |                            |                            |                            |                            |                            |                            |                            |
| Terssac                                                   | Terssac <> Albi            | Terssac <> Albi            | Terssac <> Albi            | Terssac <> Albi            | Terssac <> Albi            | Terssac <> Albi            | Terssac <> Albi            | Terssac <> Albi            |
|                                                           | Longueur ** km             | Durée ** min               | Sam. / Dim.-Fériés · /     | Horaires 07h00 - 18h00     | Véhicules **               | Exploitant C2A             | Dépôt **                   |                            |
| Correspondances : A A1 B B1 C E E1 F F1 G H K L M R S1 S4 |                            |                            |                            |                            |                            |                            |                            |                            |

### Transport des personnes à mobilité réduites (TPMR)
Réservé aux personnes à mobilité réduite
| TPMR                               | Rouffiac <> Carlus <> Saliès <> Albi | Rouffiac <> Carlus <> Saliès <> Albi | Rouffiac <> Carlus <> Saliès <> Albi | Rouffiac <> Carlus <> Saliès <> Albi | Rouffiac <> Carlus <> Saliès <> Albi | Rouffiac <> Carlus <> Saliès <> Albi | Rouffiac <> Carlus <> Saliès <> Albi | Rouffiac <> Carlus <> Saliès <> Albi |  |
|                                    |                                      | Longueur ** km                       | Durée ** min                         | Sam. / Dim.-Fériés · /               | Horaires 08h00 - 17h45               | Véhicules **                         | Exploitant C2A                       | Dépôt **                             |  |
| Correspondances :TOUTES LES LIGNES |                                      |                                      |                                      |                                      |                                      |                                      |                                      |                                      |  |

### Les principaux nœuds de communication

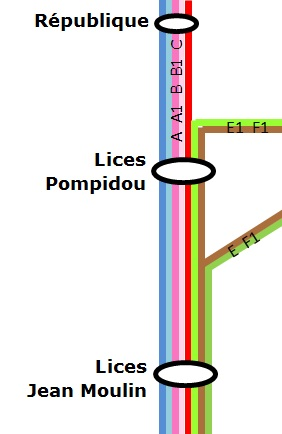
Une des colonnes vertébrales des transports albigeois.

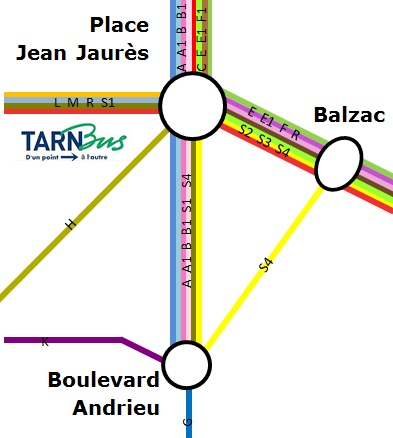
Albibus.

5 des 16 lignes du réseau passent par les Lices, le long de la place du Vigan. De plus, en allant vers le pont du 22 août 1944, une voie BUS existe dans chaque sens, améliorant sensiblement la circulation pour les 5 lignes de bus qui empruntent cet itinéraire.
De même, la place Jean-Jaurès, accueillant la gare routière, permet les correspondances avec les lignes départementales du réseau liO. Les arrêts Jean-Jaurès, Balzac et Andrieu forment un triangle important pour le réseau albigeois.
À noter que la ligne R, ligne express reliant les principaux points de l'agglomération d'Albi, passe par l'arrêt de la place Jean-Jaurès.
Toutes les lignes passent par ce point important de correspondances.
On peut donc noter deux axes bus forts sur la ville centre d'Albi : 
- un axe nord-sud, qui possède sur certaines portions une voie bus, dont certaines sont en site propre ;
- un axe ouest-est, qui dessert la gare, l'université, etc., et qui passe par Jean-Jaurès. Il est envisagé d'aménager cet itinéraire (de la place Jean-Jaurès à la gare SNCF) en TCSP (Transport en commun en site propre).

### Les lignes spéciales scolaires

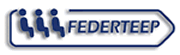
Logo Federteep.

L'agglomération est chargée du transport scolaire sur son territoire. 13 circuits scolaires sont organisés.

### Un réseau en étoile
Globalement, le réseau du Grand Albigeois est organisé de manière radiale (sauf lignes R, C et H). Les lignes de bus convergent de la banlieue vers le centre. Il est difficile de faire des trajets de banlieue à banlieue ou même de faubourg à faubourg sans passer par le centre-ville. Pourtant, l'agglomération Albigeoise est particulièrement sectorisée, beaucoup de secteurs commerciaux et industriels se trouvant le long de la rocade.

## Parc de véhicules
En août 2024, le parc d'autobus du réseau Transports urbains du Grand Albigeois (ex Albibus) est composé de 36 véhicules dont 3 bus articulés et 33 bus standards. Au sein de cette flotte, 1 bus fonctionnent à l'électrique, les autres véhicules sont équipés de hybride Diesel-électrique et les autres véhicules sont équipés de moteurs Diesel.

### Bus articulés
| Constructeur  | Modèle                          | Nombre | Numéros de parc | Période de mise en service       | Affectation | Observation |
| ------------- | ------------------------------- | ------ | --------------- | -------------------------------- | ----------- | ----------- |
| MAN           | Lion's City 18 Efficient Hybrid | 1      | 205             | Octobre 2020                     | C, H        | –           |
| Mercedes-Benz | Citaro G Facelift               | 2      | 406-407         | Entre décembre 2011 et août 2012 | C, H        | –           |

### Bus standards
| Constructeur  | Modèle                          | Nombre | Numéros de parc                    | Période de mise en service      | Affectation                                           | Observation |
| ------------- | ------------------------------- | ------ | ---------------------------------- | ------------------------------- | ----------------------------------------------------- | ----------- |
| MAN           | Lion's City A37                 | 20     | 161-164, 801-812, 181-184          | Entre mars 2012 à novembre 2018 | A, A1, B, B1, C, E, E1, F, F1, G, H, K, L, M, R, S, P | –           |
| MAN           | Lion's City 12 Efficient Hybrid | 12     | 201-204, 211-213, 221-223, 231-232 | Entre février 2020 à mars 2022  | A, A1, B, B1, C, E, E1, F, F1, G, H, K, L, M, R, S, P | –           |
| Mercedes-Benz | eCitaro                         | 1      | 233                                | Novembre 2023                   | A, A1, B, B1, C, E, E1, F, F1, G, H, K, L, M, R, S, P | –           |

### Dépôts
- libéA - dépôt des bus est situé dans la principauté, au 33 Rue Philippe Lebon, 81000 Albi

## Tarification
Le réseau du Grand Albigeois accepte depuis septembre 2011 la Carte Pastel, avec cette même carte, on peut voyager sur les réseaux Tisséo, Réseau Arc-en-ciel, TER Occitanie et Tarn'bus
| Tarifs                  | Prix                          | Lieu d'achat              |
| ----------------------- | ----------------------------- | ------------------------- |
| Ticket unique           | 1,10 €                        | Auprès du conducteur      |
| Ticket aller/retour     | 2,10 €                        | Auprès du conducteur      |
| Abonnement Carte Pastel | de 0,95 € à 0,21 € par trajet | En agence et sur internet |